# Astroloba corrugata
Astroloba corrugata är en grästrädsväxtart som beskrevs av N.L.Mey. och Gideon F.Sm. Astroloba corrugata ingår i släktet Astroloba och familjen grästrädsväxter. Inga underarter finns listade i Catalogue of Life.

## Bildgalleri

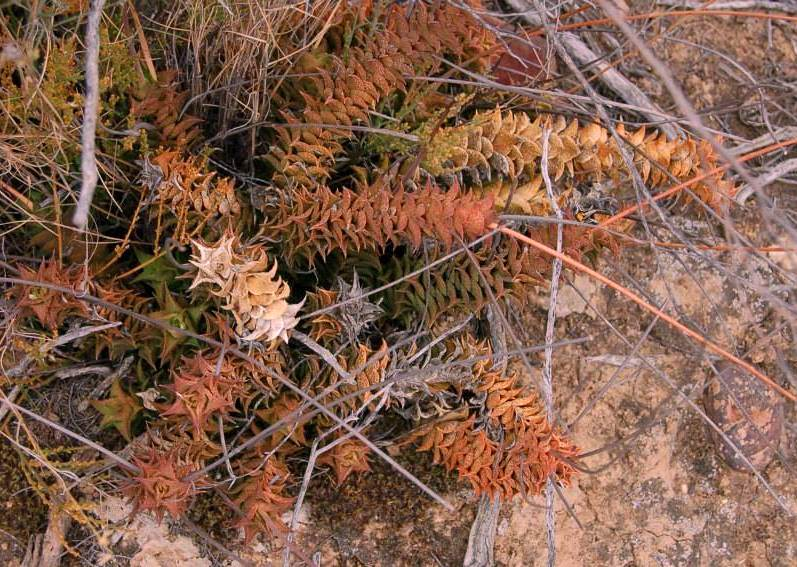